# Jenny Grimminger
Jenny Grimminger (* 26. November 1895 in Michelbach an der Lücke; † 2. Dezember 1943 im KZ Auschwitz) war ein Opfer der NS-Diktatur. Als Ehefrau von Eugen Grimminger wurde sie nach der Aufdeckung der Aktionen der Weißen Rose verhaftet und starb im Konzentrationslager.

## Leben
Jenny Grimminger wurde als Jenny Stern geboren. Sie war das erste Kind von Jakob und Sidonie Stern, geb. Mezger, und verbrachte ihre ersten Lebensjahre und das erste Schuljahr in ihrem Geburtsort Michelbach an der Lücke. 1903 verließ Jakob Stern mit seiner Familie den Ort und zog nach Crailsheim, wo er als Güterhändler ein gutes Einkommen hatte. Jenny Stern erhielt nach dem Ersten Weltkrieg eine Anstellung beim Oberamt Crailsheim, wo auch Eugen Grimminger tätig war. Am 29. August 1922 heirateten die beiden in Stuttgart, wo sie fortan auch ihren Wohnsitz hatten. Eugen Grimminger arbeitete nun als Revisor beim Verband landwirtschaftlicher Genossenschaften in der Johannesstraße 86, wurde 1925 Molkereiinspektor für alle Molkereien des Verbandes und 1930 Oberrevisor und Leiter der ganzen Prüfungsabteilung.
1926 zog das Ehepaar Grimminger in eine große Wohnung in der Esslinger Straße 39 in Untertürkheim. 1935 musste Grimminger, nachdem die Crailsheimer NSDAP-Kreisleitung in einem Schreiben an die NS-Landesbauernschaft die Absetzung des „jüdisch Versippten“ gefordert hatte, seinen Posten aufgeben. Er zog mit seiner Frau in die Altenbergstraße 42 und gründete 1937 in der Tübinger Straße 1 ein Treuhand- und Beratungsbüro. Im Zuge seiner selbstständigen Tätigkeit half er politisch Verfolgten, indem er sie etwa mit gefälschten Papieren ausstattete.
Am 1. Dezember 1941 wurde Jenny Grimmingers verwitwete Schwester Senta Meyer mit ihren vier Kindern vom Killesberg aus deportiert. Die Familie wurde am 26. März 1942 bei Riga erschossen. Jenny Grimminger erfuhr zwar nichts von der Ermordung ihrer Verwandten, war aber nach der Deportation der Familie in höchster Besorgnis und wurde durch die subversiven Aktionen ihres Mannes geängstigt. Robert Scholl, den Grimminger wegen der Deportation der Familie kontaktiert hatte, berichtete in einem Brief an seine Frau, Jenny Grimminger sei vor Angst „ganz von Sinnen“.
1942 wurde Robert Scholl wegen „staatsfeindlicher Äußerungen“ denunziert und in Haft genommen. Eugen Grimminger wollte Scholls Büro, das sich in dessen Ulmer Wohnhaus befand, bis zum Ende der Haftzeit betreuen und lernte bald Scholls Kinder und weitere Mitglieder der Weißen Rose kennen. Trotz Jenny Grimmingers Widerspruch – Eugen Grimminger bezeugte später: „Ich tat es, weil ich nicht anders konnte!“ – und obwohl er als Familienoberhaupt mittlerweile auch für Jenny Grimmingers Verwandte, die nach Stuttgart gezogen waren, sorgte, beschloss er, die Gruppe finanziell zu unterstützen, und übergab ihr mehrfach größere Geldsummen, teils persönlich, teils durch seine Mitarbeiterin Tilly Hahn, geb. Waechtler. Ob dieses Geld überhaupt bzw. immer aus Grimmingers eigenem Besitz stammte, ist umstritten. Möglicherweise betätigte er sich auch nur als Vermittler und übergab der Weißen Rose Geld, das z. B. von der Crailsheimer Kinobesitzerin Berta Wagner stammte. Am 18. Februar 1943 sollte auch ein Vervielfältigungsapparat übergeben werden. An diesem Tag war jedoch Hans Scholl von der Gestapo verhaftet worden, nachdem er in der Münchner Universität Flugblätter verbreitet hatte. Bei den Verhören weiterer Verhafteter aus Scholls Umkreis kam auch der Name Grimminger zur Sprache. Am 2. März 1943 wurde Eugen Grimminger verhaftet und nach München transportiert, wo er am 19. April desselben Jahres wegen Hochverrats zu zehn Jahren Zuchthaus verurteilt wurde. Schon neun Tage vor dieser Verurteilung wurde Jenny Grimminger, die jetzt keinen Schutz mehr durch ihre „Mischehe“ genoss,  in der Altenberger Straße in Stuttgart verhaftet. Sie kam zunächst ins Frauen-KZ Ravensbrück und später nach Auschwitz. Nach Angabe der Lagerleitung starb sie dort am 2. Dezember 1943 an Auszehrung durch einen Darmkatarrh. Ob diese Behauptung über die Todesursache der Wahrheit entspricht oder ob Jenny Grimminger in der Gaskammer umkam, ist nicht bekannt.
Eugen Grimminger erfuhr 1944 im Zuchthaus in Ludwigsburg vom Tod seiner Frau und unternahm daraufhin einen Selbstmordversuch, den er aber überlebte. Nach seiner Befreiung 1945 wurde er Präsident des Landesverbandes landwirtschaftlicher Genossenschaften in Stuttgart, 1947 heiratete er Tilly Hahn. Seiner ersten Ehefrau ließ er 1979 einen Gedenkstein auf dem Stuttgarter Pragfriedhof setzen. Er trägt außer den Namen Jenny Grimmingers und ihrer Schwester Senta Meyer sowie den Namen der vier ermordeten Kinder Senta Meyers noch die Namen ihrer Mutter Sidonie Stern und die ihrer Schwestern Mina und Julie, die rechtzeitig emigrieren konnten und eines natürlichen Todes starben. Sidonie Stern und ihre Töchter Mina und Julie sind auf dem Pragfriedhof bestattet.
Vor der Altenbergstraße 42 wurde zum Gedenken an Jenny Grimminger ein Stolperstein verlegt. Rolf Hochhuth gedachte ihrer in seiner Räuber-Rede 1982 und betonte dabei, dass sie das Dritte Reich hätte überleben können, wenn Eugen Grimminger sich nicht verpflichtet gefühlt hätte, der Weißen Rose Unterstützung zu bieten.